# Paul Devaux

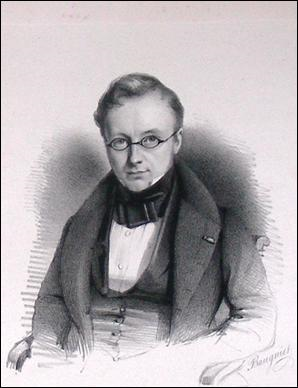
Paul Devaux.

Paul Louis Isidore Devaux (Brugge, 20 april 1801 - Brussel, 30 januari 1880) was een Belgisch liberaal politicus.

## Familie en Jeugdjaren
Paul Devaux was de zoon van de Brugse advocaat Jacques Devaux (Brugge 1764 - 13 mei 1807), zelf de zoon van de uit Edingen afkomstige arts Jacques Devaux. Vader Devaux behoorde tot de revolutionaire advocaten tijdens de Brabantse Omwenteling en de Franse overheersing. Onder het Directoire werd hij het hoofd ('commissaire de la république') van het Leiedepartement, onder het Consulaat was hij voorzitter van de criminele rechtbank en onder het keizerrijk werd hij tot lid verkozen van de 'Conseil des 500' (het Parlement dat in Parijs zetelde). Er stond hem ongetwijfeld nog een mooie carrière te wachten maar hij stierf jong, zijn vrouw zonder veel bestaansmiddelen met twee kinderen achterlatende.
De moeder van Paul Devaux was Isabelle de Brouwer (Brugge 29 maart 1773 - 9 november 1817), dochter van de Brugse reder en internationale handelaar Denis de Brouwer (1729-1800). Ze hertrouwde in 1810 met de vijf jaar jongere Brugse arts Joseph-Brunon Alleweireldt (1778-1850), met wie ze geen kinderen had. Toen ze stierf was haar dochter Virginie 20 en haar zoon Paul 16.
Na zijn humaniora die hij begon aan de Brugse École Centrale en eindigde aan de École centrale van Brussel, vatte hij universitaire studies aan in Parijs aan de Sorbonne (1817-1819), en vervolgens, van 1820 tot 1824 in Luik aan de onlangs door Willem I gestichte universiteit. Hij werd er doctor in de rechten op 17 januari 1824. Devaux bleef in Luik wonen en vestigde zich als advocaat, ook al schijnt hij weinig of niet gepleit te hebben. In 1827 keerde hij naar Brugge terug om er zijn vrouw te vinden. Virginie Van Praet was de dochter van de rechtbankgriffier Augustinus Van Praet en zus van Jules Van Praet, die weldra een eersterangsrol zou spelen in het nieuwe België. Het echtpaar Devaux-Van Praet had twee zoons en een dochter.
Vanaf 1823, nog voor hij afgestudeerd was en hij zich als advocaat in Luik vestigde, besteedde hij het grootste deel van zijn tijd aan het schrijven van krantenartikels en het voeren van politieke discussies. Samen met enkele vrienden wond hij zich op over het feit dat de leidende Brusselse krant Le Courrier des Pays-Bas zich tegenover de regering zo toegeeflijk opstelde. Die vrienden waren hoofdzakelijk Charles Rogier en diens broer Firmin Rogier (1791-1875), Joseph Lebeau, Félix Van Hulst (1799-1872) de 'professeur de belles-lettres Latour en de drukker Henri Lignac, met de medewerking van Jean-Baptiste Nothomb vanuit Luxemburg. Pas afgestudeerd, stichtte Paul Devaux met hen een krant onder de naam Mathieu Laensbergh, naam die in 1829 zou gewijzigd worden in Le Politique. De krant nam een vijandige houding aan tegenover Willem I en riep liberalen en katholieken van verschillende opinies en tendenzen op om onderling de vrede te bewaren en eendrachtig op te treden. De leuze l'union fait la force werd in 1827 gelanceerd door Devaux in het artikel De la réserve qu'on nous reproche
en matière religieuse
het 'unionisme' was geboren. Devaux' droom was die van een progressistische Belgische staat.

## Het ontstaan van België
Tijdens de septemberdagen 1830 met onlusten tegen het Verenigd Koninkrijk der Nederlanden, trok Devaux zich met zijn jong gezin in Brugge terug.
Hij werd echter begin oktober naar Brussel geroepen door zijn vrienden, in de eerste plaats door Charles Rogier die toegetreden was tot het Voorlopig Bewind. Hij werd lid gemaakt van een commissie die de opdracht kreeg een Grondwet op te stellen. Op enkele dagen werd door deze commissie, samengesteld uitsluitend uit juristen, meestal advocaten, een basisproject opgesteld, dat op 16 oktober klaar was. Waarna de twee jongste leden, Jean-Baptiste Nothomb en Paul Devaux de opdracht kregen de eindredactie te verzorgen. Op 25 oktober waren ze klaar. Enkele kleine wijzigingen werden nog aangebracht en op 28 oktober werd de goedgekeurde tekst gepubliceerd.
Vervolgens moest het Nationaal Congres worden gekozen dat de Grondwet diende goed te keuren en een parlementair regime moest in werking stellen. Paul Devaux was als een van de 'Vaders' van het nieuwe staatsbestel natuurlijk kandidaat om lid te worden. Hij werd voorgedragen in Luik en in Brugge, maar in beide arrondissementen werd hij alleen maar tot 'plaatsvervanger' verkozen. Het is enkel omdat de verkozen Isidore Jullien zich in het voordeel van Devaux terugtrok, dat deze kon zetelen. Hij was er dus bij toen op 10 november 1830 het Congres voor het eerst bijeen kwam.
Zoals mocht worden verwacht nam hij zeer actief deel aan de besprekingen over 'zijn' Grondwet. Het hoge niveau van zijn tussenkomsten, zijn kalmte en maturiteit, zijn eruditie en zijn patriottisme maakten dat de opinies van deze jonge dertiger veel invloed hadden op zijn collega's en het ontwerp van Grondwet zonder veel wijzigingen werd aangenomen.
Vervolgens moest, eenmaal de monarchie als staatssysteem was goedgekeurd, een geschikte kandidaat worden gevonden. Paul Devaux was gewonnen voor de kandidatuur van de hertog van Leuchtenberg, maar de meerderheid koos voor de hertog van Nemours, zoon van koning Lodewijk Filips I van Frankrijk, ook al wist men dat Frankrijk om geopolitieke redenen deze kroon voor een van de zijnen zeer waarschijnlijk zou weigeren. Devaux was de eerste om op 21 januari 1831 de naam van Leopold van Saksen Coburg te suggereren.
Aangezien men toen geen onmiddellijke oplossing vond, werd de behoefte aan een tijdelijke regent noodzakelijk bevonden. Devaux steunde de kandidatuur van Félix de Mérode, maar baron Surlet de Chokier werd gekozen. In de tweede regering die door de Regent werd opgericht, werd Devaux gedurende korte tijd, om zijn vriend Joseph Lebeau plezier te doen, minister zonder portefeuille. Op 11 mei 1831 arriveerde hij in Londen, waar zich een paar andere Belgen bevonden, die allen de opdracht hadden de prins van Saksen-Coburg te overtuigen om de Belgische kroon te aanvaarden. Leopold wilde wel, op voorwaarde dat België de voorwaarden van de Mogendheden aanvaardde. Devaux en Nothomb begonnen hierover de onderhandelingen en mits aanzienlijke territoriale toegevingen aan Nederland, werd het Verdrag der XVIII Artikelen ondertekend. Op 3 juli verdedigde Devaux dit verdrag voor het Congres dat op 9 juli zijn goedkeuring gaf. Nog dezelfde dag nam Devaux ontslag uit de regering. Hij zou voortaan afzien van elke regeringsdeelname, steeds beroep doende op zijn zwakke gezondheid. Voor zijn kort ministerschap weigerde hij elke vorm van bezoldiging. Toen Leopold zijn Blijde Intrede in Brussel deed, vergezeld door de schoonbroer van Devaux, Jules Van Praet, die ondertussen de secretaris van de nieuwe koning was geworden, was Devaux een van degenen die de prins verwelkomden.

## Een lange politieke loopbaan
Het Nationaal Congres had zijn taak volbracht en nu moest een parlement worden verkozen. Paul Devaux werd door het arrondissement Brugge verkozen tot lid van de Kamer van volksvertegenwoordigers en deze functie zou hij onafgebroken uitoefenen tot in 1863. Dat zijn gezondheidsproblemen reëel waren werd onderstreept door het feit dat hij weldra gezichtsproblemen had en nog voor zijn vijftigste bijna volledig blind was.
Devaux werd een van de tenoren van het Parlement. Zijn nauwe vriendschap met Rogier en Lebeau, zijn vertrouwensband met zijn schoonbroer Van Praet, maakten dat zijn stem beluisterd werd, zijn advies ingewonnen en zijn raad meestal opgevolgd. Des te meer ook omdat hij een van de geïnspireerde redenaars was onder de verkozenen. Hij bleef een groot voorstander van het unionisme, de samenwerking van katholieken en liberalen. Om die gedachte te ondersteunen, stichtte hij in 1831 samen met Lebeau, Rogier en Nothomb Le Mémorial Belge (het jaar daarop omgedoopt tot L'Indépendant. Toen Alexandre Gendebien hem in de Kamer had beledigd, was het Rogier die een duel met hem aanging om de eer van Devaux te verdedigen en er bijna het leven bij inschoot.
Paul Devaux nam actief deel aan het tot stand komen van essentiële wetten. Zo was hij een van de redacteurs van de wet van 18 november 1833 over het openbaar onderwijs en van de gemeentewet. Hij was een actieve voorstander van de spoorwegen en trad op bij het afsluiten van een grote lening bij de Bank Rothschild, overtuigd als hij was dat het spoorwegennet het best door de overheid werd aangelegd en niet aan privé-investeerders werd overgelaten.
Telkens een moeilijke situatie zich voordeed stond Devaux op de bres. In een cruciaal geval (1832) waakte hij over de eerbiediging van de koninklijke prerogatieven; toen minister Lebeau bedreigd werd met een inbeschuldigingstelling, nam hij zijn verdediging (1833); hij steunde de repressieve acties van de regering wanneer rellen ontstonden (februari 1834); hij steunde het voorstel om de burgemeesters en schepenen, in het kader van de nieuwe gemeentewet, door de koning te laten benoemen.
In alles werd hij vooral gemotiveerd door het verzekeren van de politieke stabiliteit en het behoeden van het jonge koninkrijk voor tweedracht en verzwakking ten overstaan van de Nederlandse vijand die zich nog niet met de scheuring had verzoend. In maart 1839 kwam dan de finale discussie hierover, toen het Verdrag van de XXIV Artikelen moest worden goedgekeurd en de verscheurende beslissing moest worden genomen het Noordelijke deel van de provincies Brabant en Limburg en het zuidelijke deel van de provincie Luxemburg opnieuw af te staan. Alleen deze goedkeuring verzekerde aan België de vrede met zijn Noorderbuur en vooral ook de internationale erkenning, absolute voorwaarde om geruststelling te hebben voor de toekomst.
De goedkeuring op 29 maart 1839 betekende een belangrijk keerpunt in de politieke houding van Devaux. Hij besefte dat het wegvallen van een vijand van buiten, het einde zou betekenen van de eenheid tussen de verschillende politieke krachten in het land. Het unionisme had afgedaan. Om hierover zijn gedachten uit te dragen stichtte hij de Revue Nationale waarvan hij tot in 1846 de politieke redactie zou op zich nemen. In dit weldra zeer gelezen tijdschrift, ook in het buitenland, begeleidde hij de opinie tot het aanvaarden van een twee-partijenstelsel naar Brits model.
Devaux was er dan ook actief bij betrokken toen in 1846 de Liberale Partij werd opgericht. Voortaan investeerde hij veel van zijn energie in het samenhouden van de verschillende strekkingen binnen de liberale familie, wat niet altijd eenvoudig bleek.
De wetgevende verkiezingen van juni 1863 vielen ongunstig voor hem uit: met enkele tientallen stemmen verschil werd Devaux niet herkozen en nam de katholieke advocaat Gaston Soenens zijn plaats in. Na veel getouwtrek werd de Brugse uitslag ongeldig verklaard, maar bij de herverkiezing in januari 1864 werd de eerste uitslag bevestigd. In Augustus 1864 werd opnieuw gestemd en haalden de liberalen weer de bovenhand, maar Devaux had de eer aan zichzelf gehouden en was geen kandidaat meer. Hij verliet definitief het parlement. De laatste jaren van zijn leven zou hij voornamelijk aan studie en publiceren wijden. De blinde man kon dit dankzij de medewerking van zijn dochter die hem voorlas en de teksten die hij dicteerde neerschreef.

## Devaux en Brugge

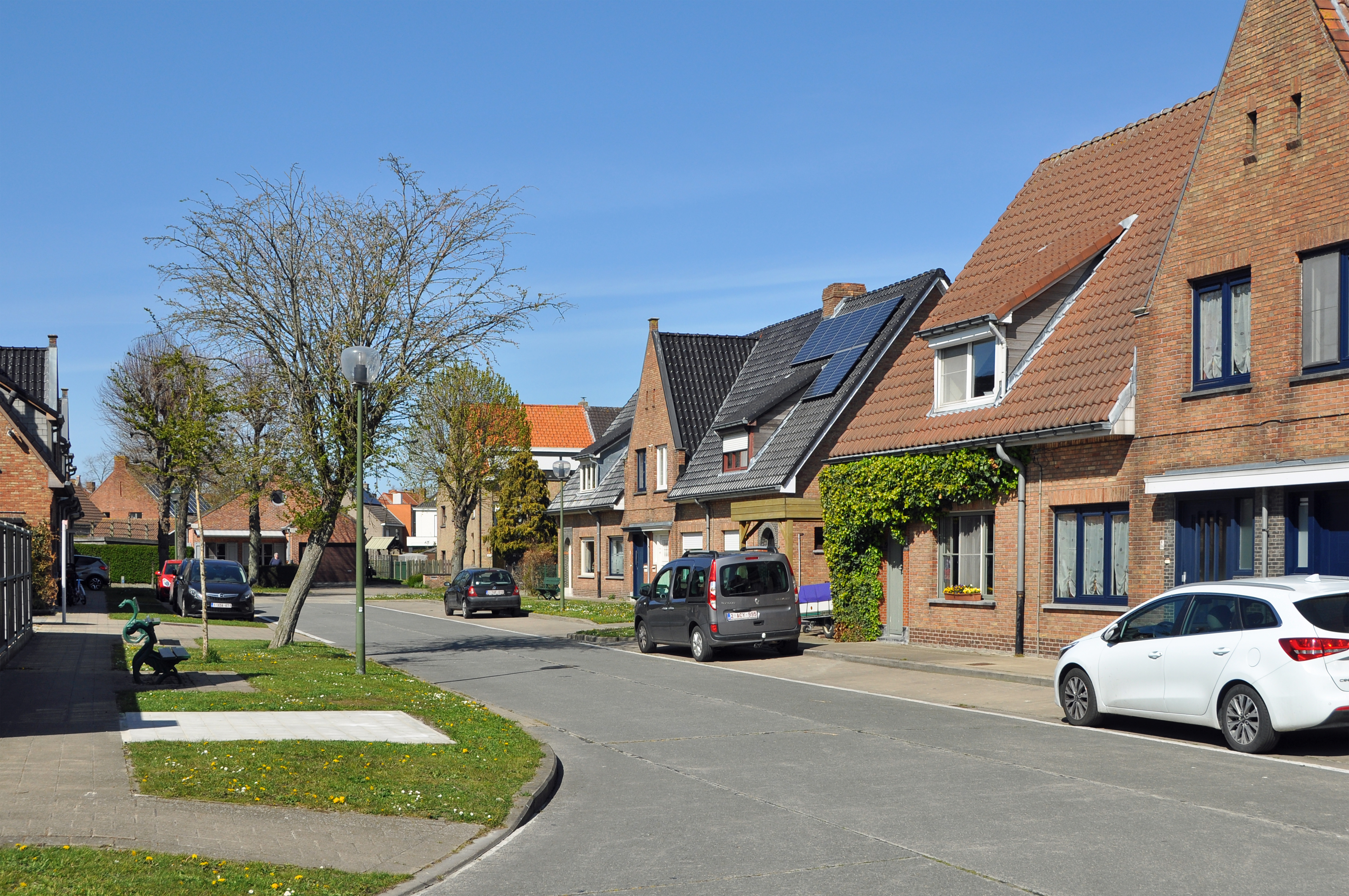
De Paul Devauxstraat in Brugge

Devaux was ook 39 jaar lid van de Brugse gemeenteraad (1836-1875) en hoewel hij hoofdzakelijk in Brussel woonde en actief was, wenste hij de band met zijn geboortestad levendig te houden. Hij ondersteunde het liberale schepencollege en kwam soms uitgebreid tussen in de gemeenteraad, vooral als het over onderwijskwesties ging. Toen de katholieke partij in 1875 de meerderheid verwierf vond hij zijn inspanningen niet meer nuttig en nam hij ontslag.
Sinds 1957 is een straat in Brugge (stadsdeel Sint-Jozef) vernoemd naar Paul Devaux. 

## Publicaties
- Les Partis et le Pouvoir en Belgique de 1839 à 1846, Brussel, 1852
- Quelques réflexions politiques au sujet de la réorganisation de l'armée, Brussel, 1867
- Du suffrage universel et de l'abaissement du cens électoral, Brussel, 1871
- Etudes politiques sur l'histoire ancienne et moderne et sur l'influence de l'Etat de guerre et l'Etat de Paix, Parijs, 1875
- Mémoire sur les guerres médiques, Brussel, 1876
- Etudes politiques sur les principaux évènements de l'histoire romaine , Brussel, 1880